# Oriopsis cursoria
Oriopsis cursoria är en ringmaskart som först beskrevs av Jean Louis Armand de Quatrefages de Bréau 1865.  Oriopsis cursoria ingår i släktet Oriopsis och familjen Sabellidae. Inga underarter finns listade i Catalogue of Life.